# 엠바하도레스역
엠바하도레스 역(스페인어: Embajadores)은 마드리드 지하철의 환승역이다. 마드리드 지하철 3호선과 이 지나며, 세르카니아스 마드리드 노선도 경유한다.
엠바하도레스는 아르간수엘라 구와 센트로 구에 걸쳐 있다. 요금구역 상으로는 A구역에 속한다. 역 지상에는 시내버스 노선이 여러 개가 다닌다,

## 역사
1936년 8월 9일 3호선이 솔 역까지 연장 개통될 당시 '엠바하도레스' 역이 먼저 문을 열었다. 그로부터 30년 뒤인 1968년 6월 5일에 5호선 첫 구간 (카라반첼 - 카야오)이 개업하였으며 이때 처음으로 두 노선간의 환승통로도 조성되었다.
1989년 5월 28일에는 알루체-아토차 계획구간 중 라구나 역과 엠바하도레스 역 사이를 잇는 세부구간이 완공되어, 세르카니아스 마드리드의 C5호선과 C6호선 (폐선)이 다니게 되었다. 사실 이는 열차와 전력공급의 기술적 문제나 비상구 및 안내체계 설치과정에서의 문제가 겹치면서 개통일자가 수개월 연기된 것이었다. 1991년 10월에는 암바하도레스-아토차 구간이 개통되어 알루체와 아토차를 잇게 되었다. 동시에 C6호선 구간이 C5호선으로 통합되어 사라졌다.
2003년부터 2006년까지는 3호선 전 구간이 대대적인 리모델링 공사를 거치면서 엠바하도레스 역에도 관련 공사가 진행되었다. 대표적으로 승강장을 남쪽으로 30m 확장하였으며, 지하철과 세르카니아스 입구 대합실을 대폭 개선하였다. 뿐만 아니라 접근성을 높이기 위해 엘리베이터도 설치하고 가세보 거리에도 출구 하나를 더 냈다.
2015년 1월 2일에는 세르카니아스 승강장에서 446번 열차가 진입하는 순간 아프리카 출신 이민 남성이 경찰관을 일부러 밀어 선로 밑으로 추락하는 사고가 벌어졌다. 쓰러진 경찰관 위로 열차가 그대로 지나가는 바람에 즉사한 것으로 알려졌다.

## 환승 정보
역 주변에 시내버스 정류장이 열세 곳 있다.
버스
- 시내버스
  - 암바하도레스 역 - 27, 34, 36, 41, 60, 78, 116, 118, 119, 148, C1, C2, E1번 노선 (주간), N12, N15, N17번 노선 (야간)

지하철과 세르카니아스
| 마드리드 지하철                       | 마드리드 지하철       | 마드리드 지하철           |
| ------------------------------------- | --------------------- | ------------------------- |
| 팔로스 데 라 프론테라 비야베르데 알토 | 마드리드 지하철 3호선 | 라바피에스 몽클로아       |
| 세르카니아스 마드리드                 |                       |                           |
| 아토차 우마네스 / 푸엔라브라다        | C5호선                | 라구나 모스톨레스-엘 소토 |